# Groovy (lenguaje de programación)
Groovy es un lenguaje de programación orientado a objetos implementado sobre la plataforma Java. Tiene características similares a Python, Ruby, Perl y Smalltalk. La especificación JSR 241 se encarga de su estandarización para una futura inclusión como componente oficial de la plataforma Java. 
Groovy usa una sintaxis muy parecida a Java, comparte el mismo modelo de objetos, de hilos y de seguridad. Desde Groovy se puede acceder directamente a todas las API existentes en Java. El bytecode generado en el proceso de compilación es totalmente compatible con el generado por el lenguaje Java para la Java Virtual Machine (JVM), por tanto puede usarse directamente en cualquier aplicación Java. Todo lo anterior unido a que la mayor parte de código escrito en Java es totalmente válido en Groovy hacen que este lenguaje sea de muy fácil adopción para programadores Java; la curva de aprendizaje se reduce mucho en comparación con otros lenguajes que generan bytecode para la JVM, tales como Jython  o JRuby. Groovy puede usarse también de manera dinámica como un lenguaje de scripting. 
Groovy 1.0 apareció el 2 de enero de 2007. Después de varias versiones beta y otras tantas candidatas a release, el 7 de diciembre de 2007 apareció la versión Groovy 1.1 que finalmente fue renombrada a Groovy 1.5 con el fin de notar la gran cantidad de cambios que ha sufrido con respecto a la versión 1.0. En diciembre de 2009 se publicó la versión 1.7.